# جان جورج والترز کلارک
جان جورج والترز کلارک (انگلیسی: George Clark؛ ۲ مه ۱۸۹۲ – ۱۶ مه ۱۹۴۸) فرد نظامی اهل بریتانیا بود. وی همچنین برندهٔ جوایزی همچون صلیب نظامی شده‌است.